# Ивакитайра (княжество)
Княжество Ивакитайра (яп. 磐城平藩 Ивакитайра-хан) — феодальное княжество (хан) в Японии периода Эдо (1602—1871). Ивакитайра-хан располагался в провинции Муцу (современная префектура Фукусима) на севере острова Хонсю.

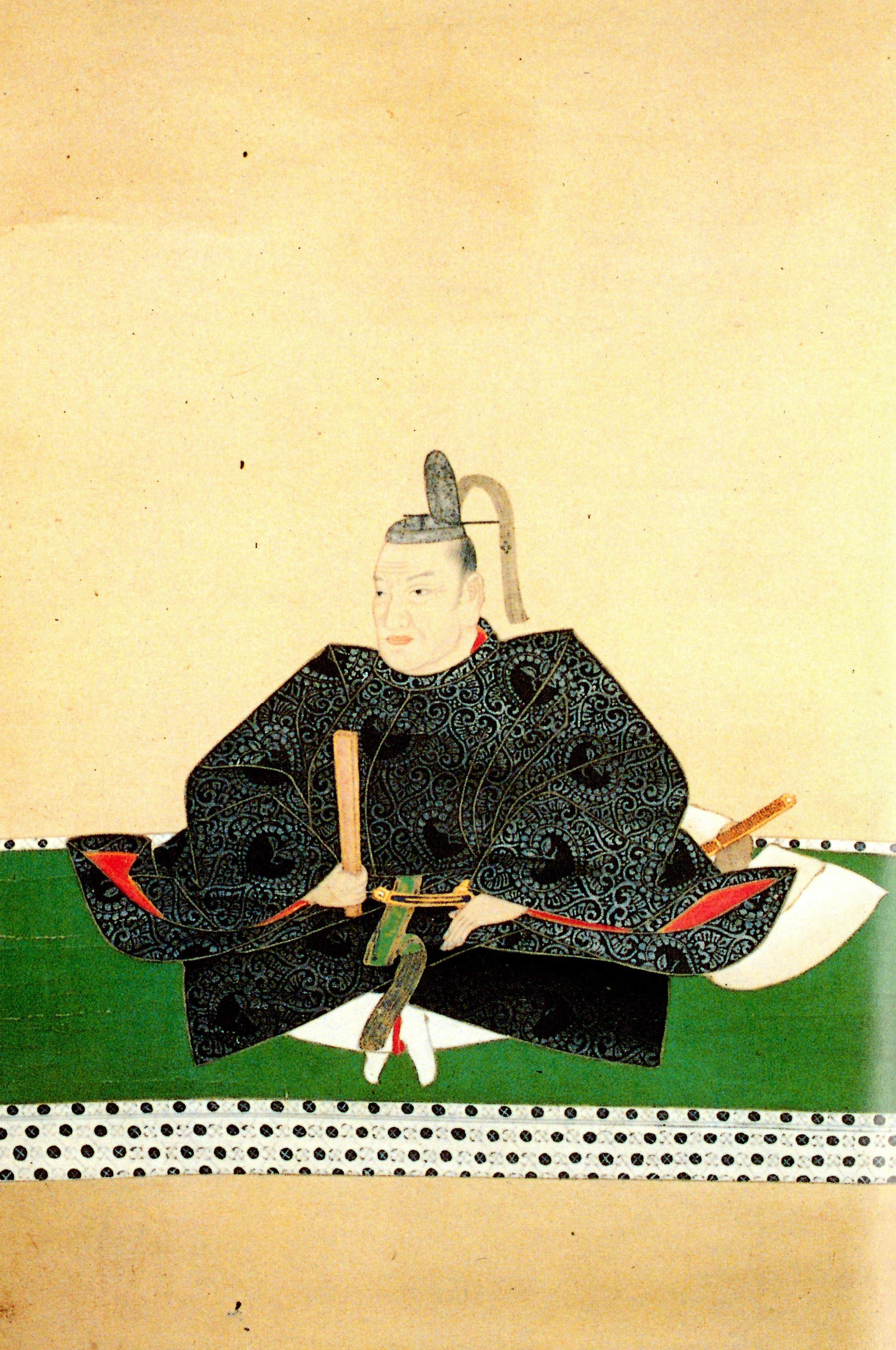
Найто Масанага (1568—1634), 1-й даймё Ивакитайра-хана (1622—1634)

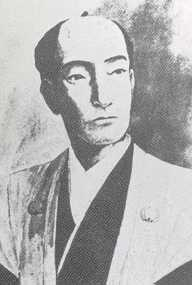
Андо Нобумаса (1819—1871), 5-й даймё Ивакитайра-хана (1847—1862)

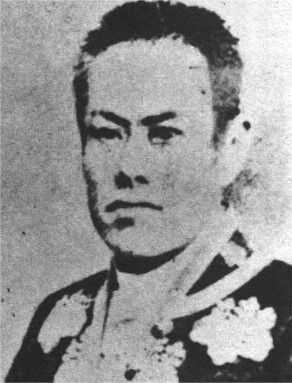
Андо Нобутакэ (1849—1908), последний (7-й) даймё Ивакитайра-хана (1863—1861)

Административный центр хана: Замок Ивакитайра в провинции Муцу (современный город Иваки, префектура Фукусима). Его южным соседом был Мито-хан, который находился под властью клана Токугава (ветвь Мито), он защищал Ивакитайра-хан от сильного клана Датэ из Сэндай-хана. Южным соседом Ивакитайра-хана был Накамура-хан, который находился под властью клана Сома. Княжеская школа — Сисэйдо (施政堂), основанная кланом Андо.

## История
С период Хэйан до периода Сэнгоку район Южный Хамадори в провинции Иваки находился под властью одноимённого клана Иваки. В 1600 году во время битвы при Сэкигахаре клан Иваки поддержал западную коалицию под руководством Исида Мицунари. После победы восточной коалиции под предводительством Токугава Иэясу клан Иваки был лишен своих прежних владений и переселен в Камэда-хан в провинции Дэва (современный город Юрихондзё, префектура Акита). В том же 1600 году четыре уезда, образующие бывшую территорию клана Иваки, были переданы в качестве домена (10000 коку) Тории Тадамасе (1567—1628), другу детства Иэясу. Тории Тадамаса построил новый замок, но в 1622 году был переведен в Ямагата-хан в провинции Дэва.
В 1622 году новым даймё Ивакитайра-хан был назначен Найто Масанага (1568—1634), ранее правивший в Сануки-хане (1600—1622). Масанага передал домен 20 000 коку своему старшему сыну, Найто Тадаоки, даймё Идзуми-хана, и домен 10 000 коку Хидзикате Кацусигэ, даймё Кубота-хана, оставив доход Ивакитайра-хана до 70 000 коку.
В начале правления клана Найто в Ивакитайра-хае были реализованы многие фискальные реформы, разработаны большие объёмы новых рисовых полей, проделаны массивные ирригационные работы. Тем не менее, это процветание продолжалось недолго, так как поздние даймё из рода Найто были молодыми и предпочитали оставлять государственные дела в руках своих подчиненных, что приводило к раздорам в княжестве. Серия неурожаев, вызванная погодными условиями, привела к крестьянскому восстанию в 1738 году. Сёгунат Токугава вмешался и перевел клан Найто из Ивакитайра-хана в Нобэока-хан на острове Кюсю. В 1747 году после отставки Найто Масаки, 6-го даймё Ивакитайра-хана (1718—1747), новым даймё Ивакитайра-хана был назначен Иноуэ Масацунэ (1725—1766), ранее правивший в Касама-хане. Доход княжества был уменьшен до 37 000 коку. В 1756 году Иноуэ Масацунэ был назначен 23-м сёсидаем (наместником) Киото и даймё Хамамацу-хана в провинции Тотоми.
В 1756 году в Ивакитайра-хан был переведен Андо Нобунари (1743—1810), ранее правивший в Кано-хане в провинции Мино. Первоначально рисовый доход хана был определён в 50 000 коку. Тем не менее, после получения Андо Нобунари должностей дзися-бугё, вакадосиёри и родзю кокудара хана была увеличена на 17 000 коку из его бывших владений в провинции Мино. Род Андо управлял Ивакитайра-ханом вплоть до Реставрации Мэйдзи.
Андо Нобумаса (1819—1871), 5-й даймё Ивакитайра-хана (1847—1862), после гибели Ии Наосукэ занимал пост родзю в сёгунате. В 1862 году Андо Нобумаса сам стал объектом покушения, которое вошло в историю как «инцидент Сакаситамон» (у ворот Сакасита в замке Эдо). Из-за этого инцидента Андо Нобумаса вынужден был уйти в отставку, рисовый доход хана был уменьшен до 40 000, а позднее до 30 000 коку. Во время Войны Босин Андо Нобумаса в 1868 году взял на себя ответственность в управлении княжеством и вступил в Северный Союз ханов. Во время сражении при Иваки замок Ивакитайра был разрушен силами Союза Саттё.
Андо Нобутакэ, последний даймё Ивакитайра-хана (1863—1871), в марте 1868 году сдался новому правительству Мэйдзи, ещё до битвы при Иваки, а в апреле император подтвердил за ним его титулы и владения. В декабре 1868 года Андо Нобутакэ получил распоряжение, что он получил вместо Ивакитайра-хана новый домен (34 000 коку) в уезде Иваи в области Рикутю на острове Хоккайдо. Андо Нобутакэ опротестовал это решение, и после уплаты 70 000 рё штрафа 3 августа 1869 года ему было разрешено вернуться в Ивакитайра-хан.
В июле 1871 года после административно-политической реформы Ивакитайра-хан был ликвидирован и позднее стал частью префектуры Фукусима.

## Список даймё
- Род Тории, 1602—1622 (фудай)[1]

| # | Имя и годы жизни                                | Правление | Титул                 | Ранг                        | Кокудара     |
| - | ----------------------------------------------- | --------- | --------------------- | --------------------------- | ------------ |
| 1 | Тории Тадамаса (1566-1628)[2] (яп. 鳥居忠政)[1] | 1602-1622 | Сакё-но-сукэ (左京亮) | Четвертый нижний (従四位下) | 120,000 коку |
- Род Найто, 1622—1747 (фудай)

| # | Имя и годы жизни                                | Правление | Титул                  | Ранг                        | Кокудара    |
| - | ----------------------------------------------- | --------- | ---------------------- | --------------------------- | ----------- |
| 1 | Найто Масанага (1568-1634)[3] (яп. 内藤政長)[1] | 1622-1634 | Сама-носукэ (左馬助)   | Четвертый нижний (従四位下) | 70,000 коку |
| 2 | Найто Тадаоки (1592-1674)[4] (яп. 内藤忠興)[1]  | 1634-1670 | Татэваки (帯刀)        | Четвертый нижний (従四位下) | 70,000 коку |
| 3 | Найто Ёсимунэ (1619-1685) (яп. 内藤義概)[1]     | 1670-1685 | Sakyo-daiyu (左京大夫) | Четвертый нижний (従四位下) | 70,000 коку |
| 4 | Найто Ёситака (1669-1713) (яп. 内藤義孝)[1]     | 1685-1712 | Наото-ноками           | Пятый нижний (従五位下)     | 70,000 коку |
| 5 | Найто Ёсисигэ (1697-1718) (яп. 内藤義稠)[1]     | 1712-1718 | Сакё-но-сукэ (左京亮)  | Пятый нижний (従五位下)     | 70,000 коку |
| 6 | Найто Масаки (1706-1766)[5] (яп. 内藤政樹)[1]   | 1718-1747 | Бунго-но-ками          | Пятый нижний (従五位下)     | 70,000 коку |
- Род Иноуэ, 1747—1758 (фудай)

| # | Имя и годы жизни                             | Правление | Титул                | Ранг                        | Кокудара    |
| - | -------------------------------------------- | --------- | -------------------- | --------------------------- | ----------- |
| 1 | Иноуэ Масацунэ (1725-1766)[6] (яп. 井上正経) | 1747-1758 | Кавати-но-ками; Jiju | Четвертый нижний (従四位下) | 37,000 коку |
- Род Андо, 1758—1868 (фудай)[1]

| # | Имя и годы жизни                            | Правление | Титул                | Ранг                        | Кокудара               |
| - | ------------------------------------------- | --------- | -------------------- | --------------------------- | ---------------------- |
| 1 | Андо Нобунари (1743-1810)[7] (яп. 安藤信成) | 1756-1810 | Цусима-но-ками; Jiju | Четвертый нижний (従四位下) | 50,000 --> 67,000 коку |
| 2 | Андо Нобукиё (1768-1812) (яп. 安藤信馨)     | 1810-1812 | Цусима-но-ками       | Четвертый нижний (従四位下) | 67,000 коку            |
| 3 | Андо Нобуёси (1785-1844) (яп. 安藤信義)     | 1812-1829 | Цусима-но-ками       | Четвертый нижний (従四位下) | 67,000 коку            |
| 4 | Андо Нобуёри (1801-1847) (яп. 安藤信由)     | 1829-1847 | Цусима-но-ками       | Четвертый нижний (従四位下) | 67,000 коку            |
| 5 | Андо Нобумаса (1820-1871) (яп. 安藤信正)    | 1847-1862 | Цусима-но-ками       | Четвертый нижний (従四位下) | 67,000 -->30,000 коку  |
| 6 | Андо Нобутами (1859-1863) (яп. 安藤信民)    | 1862-1863 | нет                  | нет                         | 30,000 коку            |
| 7 | Андо Нобутакэ (1849-1908) (яп. 安藤信勇)    | 1863-1871 | Цусима-но-ками       | Пятый нижний (従五位下)     | 30,000 коку            |